# Niklaus Sprüngli
Niklaus Sprüngli est un architecte et un peintre paysagiste suisse, né autour du 6 septembre 1725 à Sankt Stephan et mort le 8 décembre 1802 à Berne.

## Biographie

### Origines et famille
Niklaus Sprüngli naît autour du 6 septembre 1725 (date de son baptême) à Sankt Stephan, dans le canton de Berne. Il est originaire de Berne. Son père, Samuel, est pasteur ; sa mère est née Anna Maria Heggi.
Il se marie à deux reprises : en 1757 avec Judith Elisabeth Steck et en 1770 avec Elisabeth Tschiffeli.

### Formation, voyages et réalisations
Il fait un apprentissage à partir de 1741 auprès du maître d'œuvre de la collégiale de Berne, Johann Jakob Jenner. Il séjourne ensuite à Paris, de 1746 à 1755. Il y reçoit une médaille au concours du prix de Rome en 1754. Durant cette période, il se rend à Londres, Dresde et Potsdam, où il accompagne Giovanni Niccolò Servandoni. Il semble s'être établi à Berne vers 1756. 
Aucun de ses premiers projets (arsenal, assainissement du Stalden) n'est réalisé. À partir de 1757, les autorités le chargent de nombreuses constructions et rénovations partout dans le canton : églises, cures et granges annexes, résidences baillivales, occasionnellement ponts ou digues. 
Deux de ses œuvres majeures sont réalisées dans la seconde moitié des années 1760, à Berne : le bâtiment principal de la garde (Hauptwache, 1766-1767) et l'Hôtel de Musique (de) (1767-1770).
Il est nommé maître tailleur de pierre en 1770, s'occupant à ce titre aussi bien de la maintenance des bâtiments officiels que de la construction de nouveaux édifices de représentation. La galerie de la bibliothèque (1773-1775, démolie en 1909) est sa réalisation la plus importante de cette époque.
En 1796, il est promu maître d'œuvre de la collégiale de Berne. Il est difficile de répertorier les bâtiments privés dont il est l'auteur. On peut lui attribuer avec certitude le plan d'un jardin pour le château d'Ebenrain près de Sissach (vers 1774) et les deux pavillons du Kleehof près de Kirchberg, (vers 1765).
Il esquisse aussi plusieurs fantaisies architecturales et, une fois âgé, peint de nombreux paysages.

### Décès
Il meurt le 8 décembre 1802 à Berne.